# Classe Victoria (cuirassé)
Pour les autres classes de navires du même nom, voir Classe Victoria.
La classe Victoria est la première classe de cuirassés  de type Pré-Dreadnought construite pour la Royal Navy utilisant des machines à vapeur à triple expansion avant la fin du XIXe siècle.

## Conception

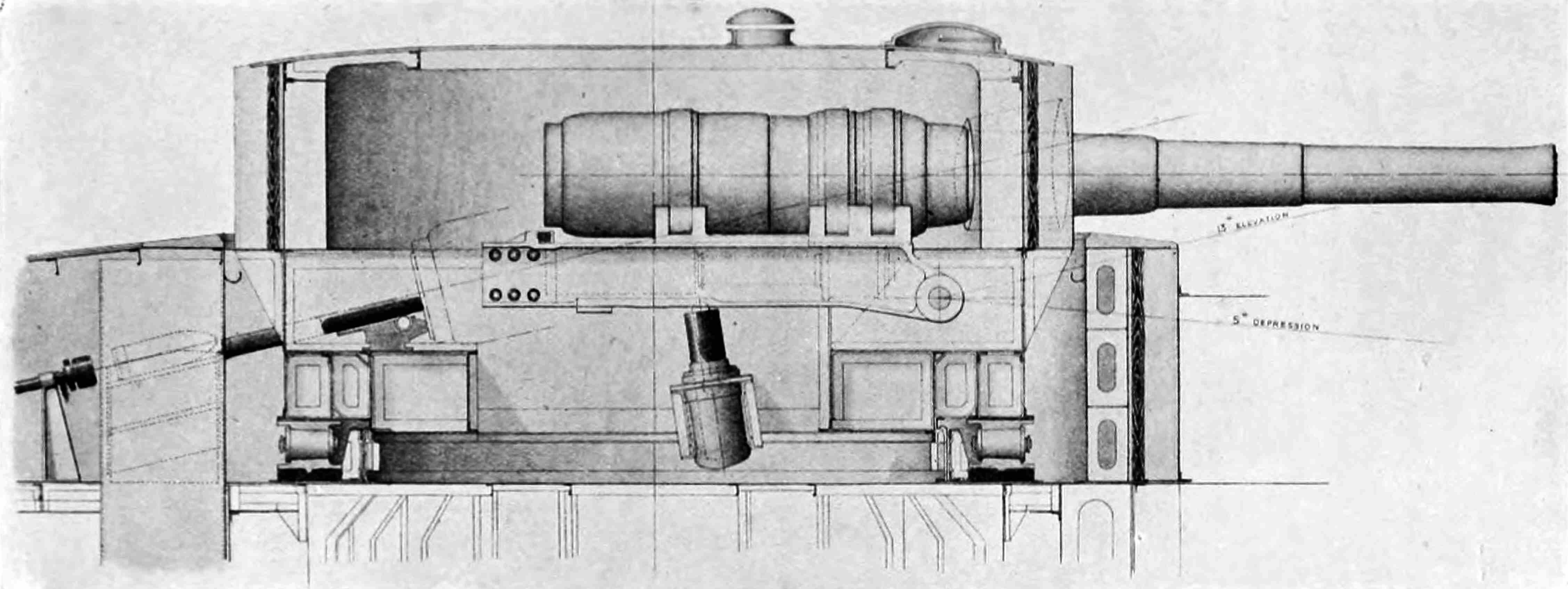
Canon de 16,25 pouces

Celle classe a été conçue pour être une version améliorée du HMS Conqueror lancé en 1881. L'intention première était de s'adapter au canon lourd unique de 343 mm (13,5 pouces) en tourelle avant. Mais en cours de conception il a été décidé d'utiliser le calibre supérieur de 413 mm (16,25 pouces) réalisé par la Armstrong Whitworth pour l'Andrea Doria de la marine italienne. Le projectile de ce canon pouvait pénétrer n'importe quelle épaisseur de blindage.
À une époque où la suprématie navale de la Méditerranée a été considérée comme un élément crucial de la politique britannique, la classe Victoria a été destinée au service dans la Mediterranean Fleet.
Ce même type de canon a été installé sur le HMS Benbow de classe Admiral en exemplaire unique dans chacune de ses barbettes  au lieu d'une paire de 343 mm.
Cette arme ne fut plus retenue pour le service dans les futurs autres cuirassés car le rythme de tir était trop lent.
L'innovation la plus réussie de cette classe a été l'introduction des machines à vapeur à triple expansion par la fabrication des chaudières en acier acceptant plus de pression. L'efficacité de ce système permet d'utiliser moins de charbon pour un meilleur gain de vitesse

## Histoire
HMS Victoria
Il est lancé lors du Jubilé d'or de la reine Victoria. Il rejoint la Flotte de la Méditerranée. Le 22 juin 1893, lors d'un exercice en mer proche du port de Tripoli, il entre en collision avec le cuirassé HMS Camperdown et coule peu après.
HMS Sans Pareil
Il est affecté à la Flotte de la Méditerranée de février 1892 à avril 1895, puis à la garde du port de Sheerness jusqu'en janvier 1904. En 1907, dans le cadre du programme de modernisation de la Flotte britannique par l'amiral John Arbuthnot Fisher il est vendu pour démolition.

## Les unités de la classe
| Nom             | Lancement    | Armement       | Chantier naval                                   | Fin de carrière                       | Photo |
| --------------- | ------------ | -------------- | ------------------------------------------------ | ------------------------------------- | ----- |
| HMS Victoria    | 9 avril 1887 | 9 mars 1890    | Armstrong Whitworth Newcastle upon Tyne          | collision le 22 juin 1893             |       |
| HMS Sans Pareil | 9 mai 1887   | 8 juillet 1891 | Thames Ironworks and Shipbuilding Company Tamise | vendu le 9 avril 1907 pour démolition |       |